# Charles Carson (acteur)
Pour les articles homonymes, voir Carson et Charles Carson.
Charles George Carson, né le 16 août 1885 à Londres (Angleterre), ville où il est mort le 5 août 1977, est un acteur anglais, occasionnellement metteur en scène.

## Biographie
Après une première carrière d'ingénieur, Charles Carson débute au théâtre en 1919 et joue notamment dans La Dame aux camélias d'Alexandre Dumas (fils) (Londres, 1926, avec Stella Arbenina dans le rôle-titre et John Gielgud), La Charrette de pommes (en) de George Bernard Shaw (Malvern, 1929, avec Edith Evans et Cedric Hardwicke), Les Avariés d'Eugène Brieux (Londres, 1943, avec Helen Haye et Joan Greenwood), Homme et Surhomme (en) du même Shaw (Windsor, 1964, avec George Baker), ou encore The High Bid d'Henry James (Londres, 1970-1971, avec Eartha Kitt et Hugh Manning), une de ses dernières pièces. Toujours au Royaume-Uni, il est parfois metteur en scène.
Il joue également une fois à Broadway (New York) dans une reprise de La Charrette de pommes de Shaw précitée (1956-1957, avec Maurice Evans et Signe Hasso).
Au cinéma, il contribue à quatre-vingt-cinq films (majoritairement britanniques), les trois premiers sortis en 1931, dont Dreyfus (en) de F.W. Kraemer et Milton Rosmer (avec Cedric Hardwicke dans le rôle-titre, lui-même personnifiant le colonel Picquart). Son dernier film est La Vie tumultueuse de Lady Caroline Lamb de Robert Bolt (1972, avec Sarah Miles dans le rôle-titre et Jon Finch).
Entretemps, mentionnons Monsieur Albert de Karl Anton (film français, 1932, avec Noël-Noël et Betty Stockfeld), Quatre de l'espionnage d'Alfred Hitchcock (1936, avec Madeleine Carroll et John Gielgud), Pleure, ô pays bien-aimé de Zoltan Korda (1952, avec Canada Lee et Sidney Poitier), ainsi que La Malédiction de la mouche de Don Sharp (1965, avec Brian Donlevy et George Baker).
À la télévision britannique enfin, il apparaît dans cinquante-six séries (certaines d'origine théâtrale) entre 1955 et 1972, dont Destination Danger (deux épisodes, 1960-1965), Sir Francis Drake, le corsaire de la reine (un épisode, 1962) et Chapeau melon et bottes de cuir (un épisode, 1962).
S'ajoutent neuf téléfilms, le premier diffusé en 1956, le dernier en 1964 (Hamlet at Elsinore (en) de Philip Saville, avec Christopher Plummer incarnant Hamlet). Dans l'intervalle, citons Macbeth de George Schaefer (1960, avec Maurice Evans dans le rôle-titre et Judith Anderson).
Charles Carson meurt en 1977, à 91 ans.

## Théâtre
(acteur, sauf mention contraire ou complémentaire)

### Royaume-Uni (sélection)

#### Londres
- 1920-1921 : La Sorcière d'Edmonton (The Witch of Edmonton) de Thomas Dekker, John Ford et William Rowley
- 1924 : Progress de C.K. Munro
- 1924-1925 : Le Singe qui parle (The Monkey Talks) de René Fauchois, adaptation de A. Greville Collins : Lorenzo
- 1925 : Old Adam de Cicely Hamilton
- 1926 : La Dame aux camélias (The Lady of the Camelias) d'Alexandre Dumas (fils) : Georges Duval
- 1927 : La Prisonnière (en) (The Captive) d'Édouard Bourdet : D'Aiguines
- 1929-1930 : La Charrette de pommes (en) (The Apple Cart) de George Bernard Shaw
- 1930 : La Reine des abeilles (The Queen Bee) d'André Antoine et José G. Levy (metteur en scène)
- 1930 : Le Courrier de Lyon (en) (The Lyons Mail) de Charles Reade : Courriol
- 1930-1931 : Twelve Hours de John Willard : Brown
- 1932 : The Rose Without a Thorn de Clifford Bax : Henri VIII (remplacement)
- 1934-1935 : La Lune dans le fleuve jaune (The Moon in the Yellow River) de William Denis Johnston : Dobelle
- 1943 : Les Avariés (Damaged Goods) d'Eugène Brieux : Loches
- 1947-1948 : Dr. Angelus de James Bridie, mise en scène d'Alastair Sim : Sir Gregory Butt
- 1953 : No Stranger de (et mise en scène par) Peter Arne : Richard Litman
- 1970 : The Lionel Touch de George Hulme : le vicaire
- 1970-1971 : The High Bid d'Henry James : Chivers

#### Autres lieux
- 1929 : César et Cléopâtre (Caesar and Cleopatra) de George Bernard Shaw (Malvern)
- 1929 : La Charrette de pommes (en) (The Apple Cart) de George Bernard Shaw (Malvern et Birmingham)
- 1953 : Hell's Lagoon d'Archie N. Menzies (Cardiff) : M. Lambert (+ metteur en scène)
- 1964 : Homme et Surhomme (en) (Man and Superman) de George Bernard Shaw (Windsor) : Roebuck Ramsden
- 1966 : A Family and a Fortune de Julian Mitchell (Brighton)
- 1967 : A Murder of No Importance de Basil Dawson (Brighton) : le doyen de Colchester

### Broadway (intégrale)
- 1956-1957 : La Charrette de pommes (en) (The Apple Cart) de George Bernard Shaw, mise en scène de George Schaefer : Joseph Proteus

## Filmographie partielle

### Cinéma
- 1931 : Dreyfus (en) de F.W. Kraemer et Milton Rosmer : Colonel Picquart
- 1932 : Monsieur Albert de Karl Anton : M. Robertson
- 1932 : Hommes de demain de Zoltan Korda et Leontine Sagan : le doyen Proctor
- 1932 : There Goes the Bride d'Albert de Courville : M. Marquand
- 1932 : Marry Me de Wilhelm Thiele : Korten
- 1935 : Le Sultan rouge (Abdul the Damned) de Karl Grune : Général Hilmi-Pasha
- 1935 : Moscow Nights d'Anthony Asquith : l'officier chargé de la défense
- 1935 : Bozambo: le gouverneur du territoire
- 1935 : Scrooge d'Henry Edwards : Middlemark
- 1936 : Les Mondes futurs ou La Vie future (Things to Come) de William Cameron Menzies : l'arrière-grand-père
- 1936 : Tourbillon blanc (One in a Million) de Sidney Lanfield : le président
- 1936 : Quatre de l'espionnage (Secret Agent) d'Alfred Hitchcock : « R »
- 1936 : Forget Me Not de Zoltan Korda
- 1936 : Le Vagabond bien-aimé (The Beloved Vagabond) de Curtis Bernhardt : Charles Rushworth
- 1936 : L'Homme aux cent voix (Talk of the Devil) de Carol Reed : Lord Dymchurch
- 1937 : L'Invincible Armada (Fire Over England) de William K. Howard : Amiral Valdez
- 1937 : Le Mystère de la Section 8 (Dark Journey) de Victor Saville : le chef du cinquième bureau
- 1937 : Secret Lives d'Edmond T. Gréville : Henri
- 1937 : La Reine Victoria (Victoria the Great) d'Herbert Wilcox : Sir Robert Peel
- 1938 : C'était son homme (We're Going to Be Rich) de Monty Banks : Keeler
- 1939 : The Saint in London de John Paddy Carstairs : M. Morgan
- 1939 : Le lion a des ailes (The Lion Has Wings) d'Adrian Brunel et autres : l'officier d'anti-aérien
- 1941 : Mariage sans histoires (Quiet Wedding) d'Anthony Asquith : M. Johnson
- 1942 : Penn of Pennsylvania de Lance Comfort : Amiral Penn
- 1943 : La Guerre dans l'ombre (The Adventures of Tartu) d'Harold S. Bucquet : Arthur Wakefield
- 1952 : Pleure, ô pays bien-aimé (Cry, the Beloved Country) de Zoltan Korda : James Jarvis
- 1952 : Moulin Rouge de John Huston : Comte Moïse de Camondo
- 1953 : Le Vagabond des mers (The Master of Ballantrae) de William Keighley : Colonel Banks
- 1954 : Duel dans la jungle (Duel in the Jungle) de George Marshall : Skipper
- 1954 : Le Beau Brummel (Beau Brummel) de Curtis Bernhardt : Sir Geoffrey Baker
- 1955 : Les Briseurs de barrages (The Dam Busters) de Michael Anderson : le vieux docteur
- 1955 : An Alligator Named Daisy de J. Lee Thompson : Wilfred Smethers
- 1956 : Vainqueur du ciel (Reach for the Sky) de Lewis Gilbert : Maréchal-en-chef Sir Hugh Dowding
- 1956 : Le Gentleman et la Parisienne (The Silken Affair) de Roy Kellino : le juge
- 1957 : La Cousine d'Amérique (Let's Be Happy) d'Henry Levin : l'avocat M. Ferguson
- 1959 : Un brin d'escroquerie (A Touch of Larceny) de Guy Hamilton : Robert Holland
- 1960 : Les Procès d'Oscar Wilde (The Trials of Oscar Wilde) de Ken Hughes : le juge Charles
- 1963 : Les Trois Vies de Thomasina (The Three Lives of Thomasina) de Don Chaffey : Dr Strathsea
- 1965 : La Malédiction de la mouche (Curse of the Fly) de Don Sharp : Inspecteur Charas
- 1972 : La Vie tumultueuse de Lady Caroline Lamb (Lady Caroline Lamb) de Robert Bolt : M. Potter

### Télévision
(séries, sauf mention contraire)
- 1960 : Macbeth, téléfilm de George Schaefer : Caithness
- 1960 : Alfred Hitchcock présente (Alfred Hitchcock Presents), saison 6, épisode 12 La Lettre (The Baby-Blue Expression) d'Arthur Hiller : un invité à la réception
- 1960-1965 : Destination Danger (Danger Man)
  - Saison 1, épisode 11 La Clé (The Key, 1960) de Seth Holt : l'ambassadeur
  - Saison 3, épisode 3 Un jeu dangereux (A Very Dangerous Game, 1965) de Don Chaffey : George
- 1962 : Sir Francis Drake, le corsaire de la reine (Sir Francis Drake), saison unique, épisode 23 Intrigue à la cour (Court Intrigue) : l'amiral espagnol
- 1962 : Chapeau melon et bottes de cuir (The Avengers, première série), saison 2, épisode 9 Le Point de mire (Bullseye) : Brigadier Williamson
- 1964 : Hamlet at Elsinore (en), téléfilm de Philip Saville : le prêtre